# Saint-Pierre-d’Arthéglise
Saint-Pierre-d’Arthéglise ist eine französische Gemeinde mit 169 Einwohnern (Stand 1. Januar 2022) im Département Manche in der Region Normandie. Sie gehört zum  Arrondissement Cherbourg und zum Kanton Les Pieux. 
Sie liegt auf der Halbinsel Cotentin und grenzt im Westen und im Norden an Sortosville-en-Beaumont, im Osten an Bricquebec-en-Cotentin, im Südosten an Fierville-les-Mines und im Süden an Saint-Maurice-en-Cotentin.

## Bevölkerungsentwicklung
| Jahr      | 1962 | 1968 | 1975 | 1982 | 1990 | 1999 | 2008 | 2018 |
| --------- | ---- | ---- | ---- | ---- | ---- | ---- | ---- | ---- |
| Einwohner | 234  | 232  | 191  | 163  | 142  | 128  | 151  | 149  |

## Sehenswürdigkeiten

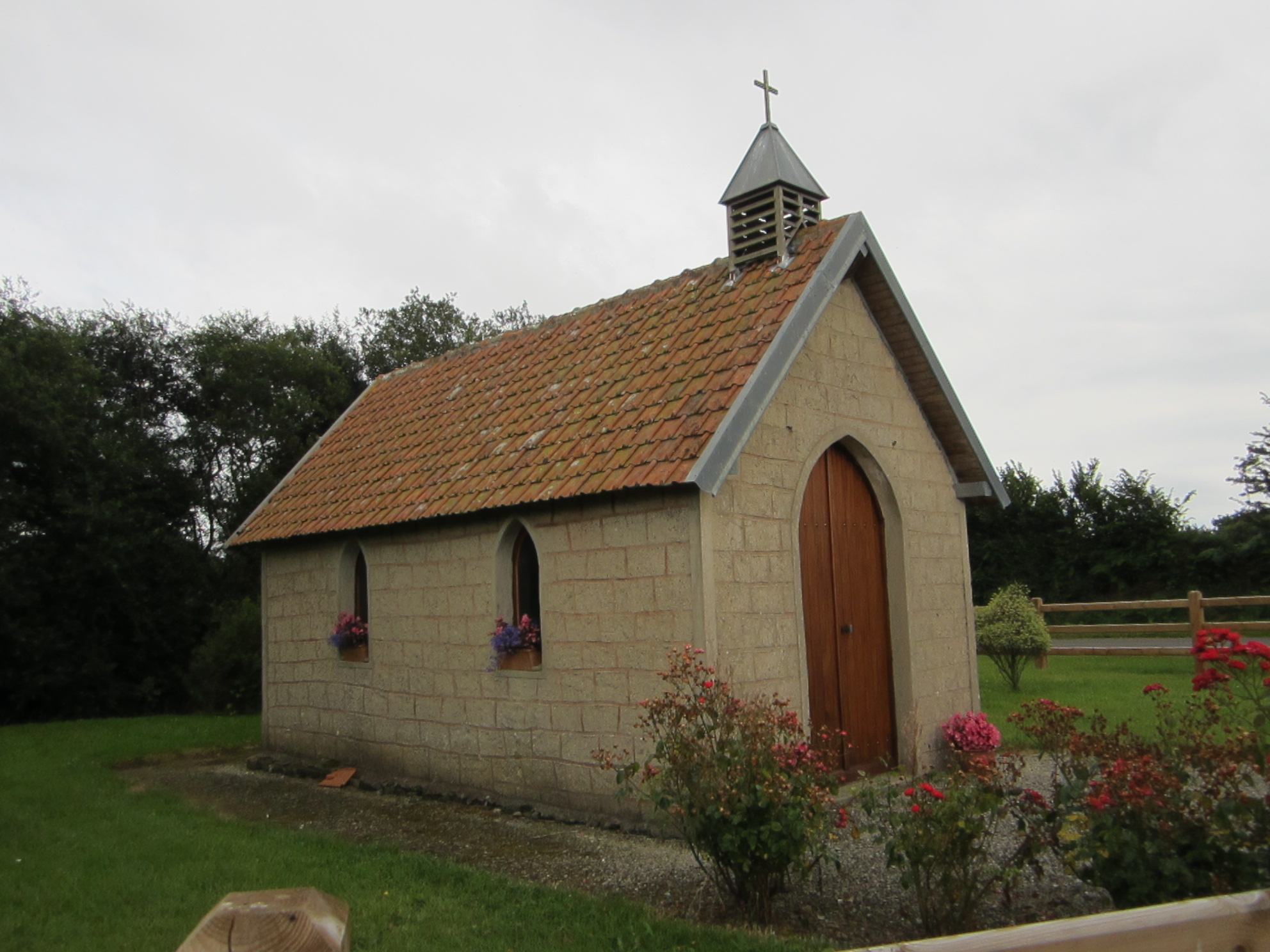
Kapelle Notre-Dame-de-Boulogne
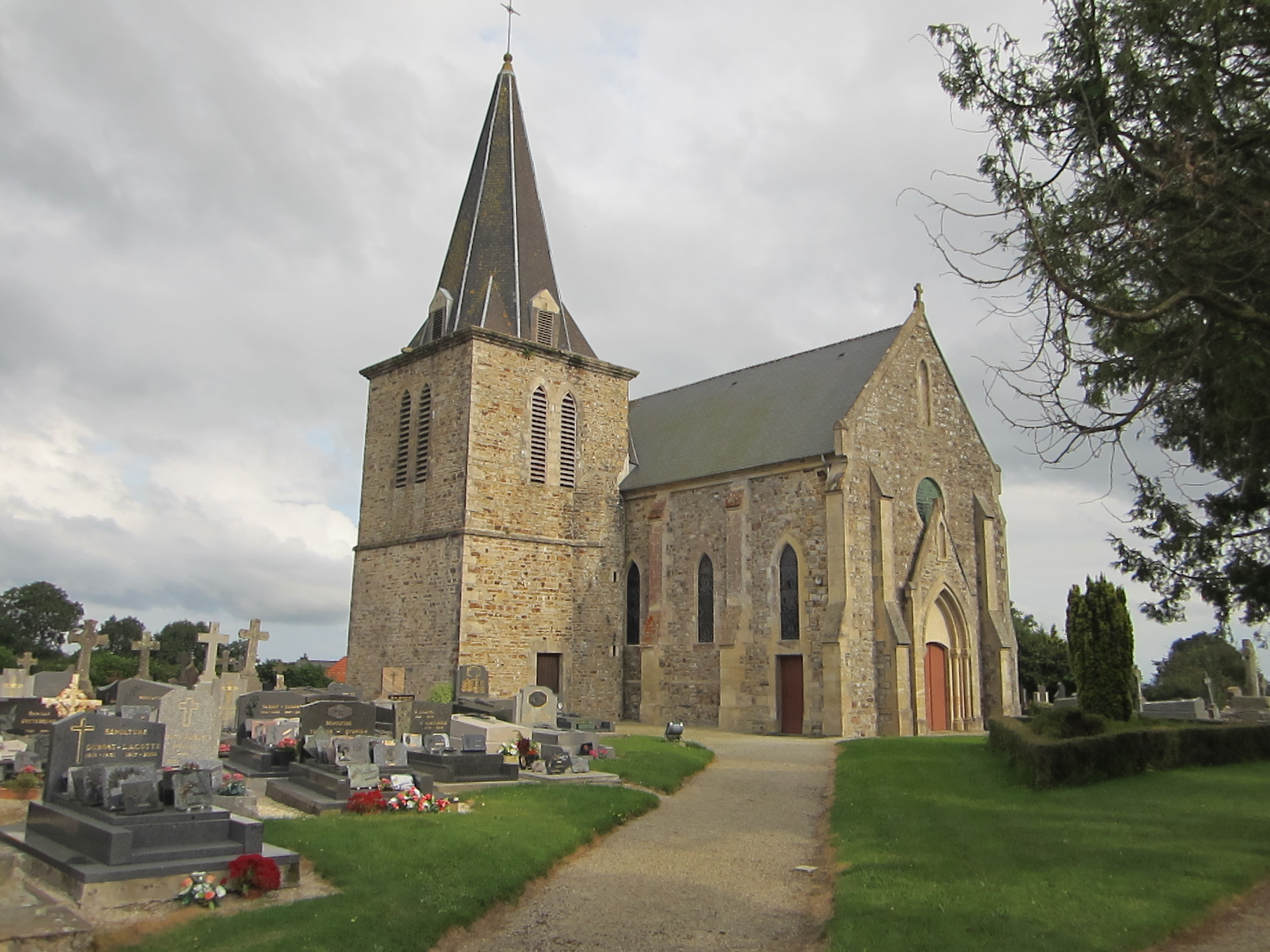
Kirche Saint-Pierre

- Kapelle Notre-Dame-de-Boulogne
- Kirche Saint-Pierre